# Реакция за доказване на катион и анион
Основните аналитични реакциии за доказване на катиони и аниони са реакции, с помощта на които във воден разтвор може да се докаже наличието на дадени катиони и аниони.

## Реакции за доказване на сребърни катиони
- Ag+ + Cl- → AgCl ↓  — бяла утайка, която се разтваря в амоняк (NH3):

AgCl + 2NH3 → [Ag(NH3)2]+ + Cl-
- 2Ag+ + CrO42- → Ag2CrO4 ↓ – керемиденочервена утайка

- Ag+ + I- → AgI ↓ – жълта утайка

Ag+ + Br- → AgBr ↓ – кремава утайка
- 2Ag+ + S2- → Ag2S ↓ – черна утайка

## Реакции за доказване на оловни катиони
Pb2+
- Pb2+ + 2Cl- → PbCl2 ↓  – бяла утайка разтворима в гореща вода

- Pb2+ + CrO42- → PbCrO4 ↓  – жълта утайка

- Pb2+ + 2J- → PbJ2 ↓  – жълта утайка

- Pb2+ + S2- → PbS ↓  – черна утайка

- Pb2+ + CN- → Pb(CN)2 ↓  – бяла утайка

## Реакции за доказване на живачни катиони
Hg2+
- Hg2+ + 2I- → HgI2 ↓  – оранжевочервена утайка

- Hg2+ + S2- → HgS ↓  – черна утайка

## Реакции за доказване на медни катиони
Cu2+
- Cu2+ + 2OH- → Cu(OH)2 ↓  – бледосиня утайка

- Cu2+ + 4 NH3 → [Cu(NH3)4](OH)2 – интензивно син разтвор-тетрааминмеддихидроксид(Швайцеров реактив)
- Cu2+ +S2-___> CuS- черна утайка

## Реакции за доказване на кадмиеви катиони
Cd2+
- Cd2+ + S2- → CdS ↓  – жълта утайка

## Реакции за доказване на арсенови катиони
As3+
- 2As3+ + 3S2- → As2S3 ↓  – лимоненожълта утайка

## Реакции за доказване на антимонови катиони
Sb3+
- 2Sb3+ + 3S2- → Sb2S3 ↓  – оранжева утайка

## Реакции за доказване на железни катиони
Fe3+
- 2Fe3+ + 3S2- → Fe2S3 ↓  – черна утайка

- Fe3+ + 3OH- → Fe(OH)3 ↓  – ръждивокафява утайка

- Fe3+ + 3CNS- → Fe(SCN)3 – интензивно червен разтвор

## Реакции за доказване на манганови катиони
Mn2+
- Mn2+ + S2- → MnS ↓  – розовожълта утайка

## Реакции за доказване на цинкови катиони
Zn2+
- Zn2+ + S2- → ZnS ↓  – бяла утайка
- Zn2+ + 2OH- → Zn(OH)2 ↓ – бяла утайка

## Реакции за доказване на калциеви катиони
Ca2+
- Ca2+ + CO32- → CaCO3 ↓  – бяла утайка

- Ca2+ + C2O42- → CaC2O4 ↓  – бяла утайка

- Ca2+ + SO42- → CaSO4 ↓  – бяла утайка, която се разтваря в киселини

## Реакции за доказване на стронциеви катиони
Sr2+
- Sr2+ + CO32- → SrCO3 ↓  – бяла утайка, която се разтваря в киселини

- Sr2+ + SO42- → SrSO4 ↓  – бяла утайка

- Sr2+ + CrO42- → SrCrO4 ↓  – жълта утайка

## Реакции за доказване на бариеви катиони
Ba2+
- Ba2+ + CO32- → BaCO3 ↓  – бяла утайка

- Ba2+ + SO42- → BaSO4 ↓  – бяла утайка

- Ba2+ + CrO42- → BaCrO4 ↓  – светложълта утайка

## Реакции за доказване на аниони
Анионите се доказват със съответните катиони в горните аналитични химични реакции.

## Доказване на някои метали чрез оцветяване на пламъка
- Na оцветява пламъка в жълто
- Ca оцветява пламъка в керемиденочервено
- Sr оцветява пламъка в червено
- Ba, H3BO3, Cu оцветява пламъка в зелено
- Se, Cu оцветява пламъка в синьо
- K оцветява пламъка във виолетово

## Доказване на други
Амонякът (NH3) се доказва по неговата специфична миризма или с медни катиони Cu2+ до получаването на интензивно син разтвор от
[Cu(NH3)4](OH)2-Швайцеров Реактив
Сероводородът (H2S) освен с химична реакция може да се открие по миризмата му на развалени яйца.
Доказване на металите от IA група чрез оцветяване на пламъка:
Li- малиново червено
Na- жълто
K- розово виолетово
Rb- червено виолетово
Cs- синьо
Fr- синьо